# Pagurotanais largoensis
Pagurotanais largoensis is een naaldkreeftjessoort uit de familie van de Pagurapseudidae. De wetenschappelijke naam van de soort is voor het eerst geldig gepubliceerd in 1982 door McSweeny.